# 50/50 (álbum)
50/50 é o quinto álbum ao vivo do cantor e compositor  brasileiroGusttavo Lima lançado no dia 22 de julho de 2016 pela Som Livre. O show de gravação aconteceu nos dias 25 e 26 de março, em Caldas Novas (GO). O título "50/50" foi escolhido pelo próprio cantor pelo fato do repertório ser composto por 50% de música romântica e 50% de música de balada.

## Antecedentes e gravação
Em janeiro de 2016, o cantor usou as redes sociais para informar aos fãs a data e local da gravação de seu novo DVD, intitulado 50/50. Para cumprir a promessa de grande estrutura e público, o músico e equipe escolheram Caldas Novas (GO) como palco do espetáculo. A gravação foi realizada em dois dias: 25 e 26 de março. O novo projeto marca a parceria inédita entre Gusttavo Lima e o renomado produtor musical Dudu Borges. De acordo com o produtor, o disco é um dos melhores entre os que ele já produziu. Anteriormente, Gusttavo já havia trabalhado com Eduardo Pepato e Maestro Pinocchio.
Devido ao tamanho do local, que não comporta um público muito grande, o DVD foi gravado em dois dias para atender todos os fãs. O show de gravação foi na Lagoa Termas Parque. O local foi uma escolha do próprio cantor devido a natureza. Depois da escolha do local, o cenário foi todo desenvolvido em torno dele. A música eletrônica também teve destaque com as apresentações dos DJs Sabrina Tome, Euphoria Live, David Tort, Gusttavo Carvalho e Larissa Lahw.

## Faixas
| CD  |                                                                 | |         |  |
| N.º | Título                                                          | Compositor(es) | Duração |  |
| 1.  | "Que Pena Que Acabou"                                           | Jujuba, Hiago Nobre, Bruninho Moral, Xuxinha                                                                            | 3:41    |  |
| 2.  | "Abre o Portão Que Eu Cheguei"                                  | Elvis Elan, Igor Soares, Arthur Cruz                                                                                    | 4:40    |  |
| 3.  | "Homem de Família"                                              | Diego Ferreira, Everton Matos, Ray Antônio, Paulo Pires, Guilherme Ferraz, Gustavo Martin                               | 3:04    |  |
| 4.  | "É Isso Que Cê Quer - Obra Incidental: Vai Serginho (New Funk)" | Gusttavo Lima, Denilson Graciano, Paula Mattos                                                                          | 3:13    |  |
| 5.  | "Cê Sabe Que Eu Sou Seu"                                        | Gusttavo Lima, Dudu Borges, Lucas Amad, Luciana Pires, Pedro Souto, Lucas Carvalho, Emil Shayeb, Magno Sant’anna,Tierry | 2:48    |  |
| 6.  | "Bebendo Mais, Amando Menos"                                    | Paula Mattos, Renato Moreno                                                                                             | 3:03    |  |
| 7.  | "Coração Não Mente"                                             | Jujuba | 3:09    |  |
| 8.  | "50/50"                                                         | Jujuba, Hiago Nobre, Bruninho Moral, Xuxinha                                                                            | 2:30    |  |
| 9.  | "Cidade Acordada"                                               | Diego Souza, Juliano Freitas                                                                                            | 3:59    |  |
| 10. | "FDS de Você"                                                   | Junior Gomes, Vinicius Poeta, Benicio Neto, Vine Show                                                                   | 2:42    |  |
| 11. | "Vai Passar"                                                    | Nonato Costa, Nonato Neto                                                                                               | 2:08    |  |
| 12. | "Cuidar de Você"                                                | Diego Ferreira, Frederico Nunes                                                                                         | 4:05    |  |
| 13. | "Não Paro de Beber"                                             | Jujuba, Romim Mata | 3:09    |  |
| 14. | "Minha Namorada Me Deixou (Tô Solteiro)"                        | Jujuba, Renno, Cleber Show                                                                                              | 4:16    |  |

| DVD/CD Deluxe |                                                                 |         |  |
| N.º           | Título                                                          | Duração |  |
| 1.            | "Minha Namorada Me Deixou(Tô Solteiro)"                         | 4:16    |  |
| 2.            | "Que Pena Que Acabou"                                           | 3:41    |  |
| 3.            | "Abre o Portão Que Eu Cheguei"                                  | 4:40    |  |
| 4.            | "50/50"                                                         | 2:30    |  |
| 5.            | "É Isso Que Cê Quer - Obra Incidental: Vai Serginho (New Funk)" | 3:13    |  |
| 6.            | "Cê Sabe Que Eu Sou Seu"                                        | 2:48    |  |
| 7.            | "Coração Não Mente"                                             | 3:09    |  |
| 8.            | "Jejum de Amor"                                                 | 3:03    |  |
| 9.            | "É o Nosso Jeito"                                               | 2:55    |  |
| 10.           | "Bebendo Mais Amando Menos"                                     | 3:03    |  |
| 11.           | "Cidade Acordada"                                               | 3:59    |  |
| 12.           | "Tão Rara"                                                      | 3:01    |  |
| 13.           | "Vai Passar"                                                    | 2:08    |  |
| 14.           | "Cuidar de Você"                                                | 4:05    |  |
| 15.           | "Homem De Família"                                              | 3:04    |  |
| 16.           | "FDS de Você"                                                   | 2:42    |  |
| 17.           | "Aliança no Bolso"                                              | 2:54    |  |
| 18.           | "Não Paro de Beber"                                             | 3:09    |  |
| 19.           | "Cara de Pau"                                                   | 2:53    |  |
| 20.           | "Tá Faltando Eu"                                                | 3:04    |  |
| 21.           | "Se É Pra Beber Eu Bebo"                                        | 3:02    |  |

## Desempenho nas tabelas musicais

### CD
| Parada musical (2015)        | Melhor posição |
| ---------------------------- | -------------- |
| Brasil (TOP 20 Semanal ABPD) | 7              |

### DVD
| Parada musical (2015)        | Melhor posição |
| ---------------------------- | -------------- |
| Brasil (TOP 20 Semanal ABPD) | 2              |